# Özge Özpirinçci

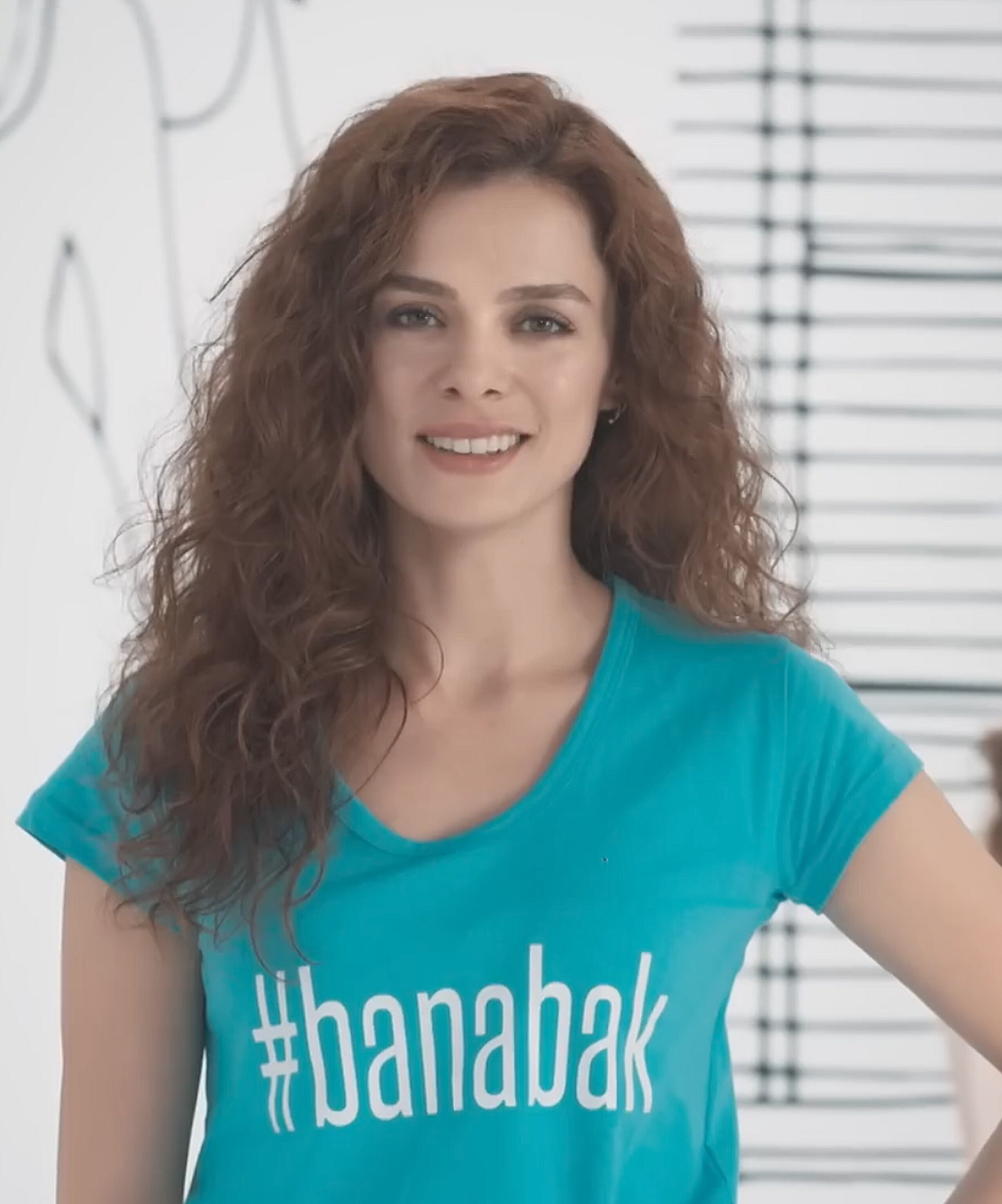
Özge Özpirinçci, 2016

Özge Özpirinçci (* 1. April 1986 in Istanbul) ist eine türkische Schauspielerin.

## Leben
Özpirinçci, deren Mutter als Englischlehrerin arbeitete,  besuchte die Grundschule in Istanbul. An der Sabancı-Universität machte sie 2008 ihren Abschluss.
In den Fernsehsendungen Cesaretin var mi aska und Kavak Yelleri übernahm Özpirinçci zunächst kleinere Rollen. In Kavak Yelleri spielte sie für fünf Folgen die Rolle des an Krebs erkrankten Mädchens Ada.  Bei Show TV trat sie in der Jugendserie Melekler Korusun auf. Özpirinçci spielte bis zur letzten Folge 73 die İpek Taşkır Üstündağ. Außerdem spielte sie in der Serie Deli Saraylı, bis zur Folge 11 die Rolle der Dilruba. Seit 2011 spielt Özpirinçci bei ATV in der Serie Al Yazmalım die Rolle der Asiye und moderiert bei TRT Okul die Sendung Toplu Hayat. Zurzeit spielt sie in der Serie Ask Yeniden (FOX) die Rolle der Zeynep.

## Filmografie
- 2010: Melekler Korusun
- 2010: Veda
- 2011: Anadolu Kartalları[2]
- 2012: Al Yazmalim
- 2014:  Aramizda Kalsin
- 2014: Tatar Ramazan
- 2015: Ask Yeniden
- 2016: Fi
- 2017: Kadın
- 2017: Aci Tatli Ekşi (Film)
- 2022: Yakamoz S-245